# Лексінгтон-авеню
Лексінгтон-авеню, часто в розмові просто «Лекс» (англ. Lexington Avenue, Lex) — вулиця на східній стороні Мангеттена в Нью-Йорку. Авеню забезпечує односторонній рух на південь від Східної 131-ї вулиці до Грамерсі-парку на Східній 21-й вулиці. Уздовж маршруту довжиною 8,9 кілометрів із 110 кварталів Лексінгтон-авеню пролягає через Гарлем, Карнеґі-хол, Верхній Іст-Сайд, Мідтаун і Мюррей-Хілл до початкової точки, центром якої є парк Грамерсі. На південь від парку Грамерсі вісь продовжується як Ірвінг Плейс від 20-ї вулиці до Східної 14-ї вулиці.
Лексінгтон-авеню не було однією з вулиць, включених до сітки вулиць Плану комісарів 1811 року, тому адреси перехресних вулиць не починаються з парного числа, як це відбувається з проспектами, які спочатку були частиною плану.

## Історія

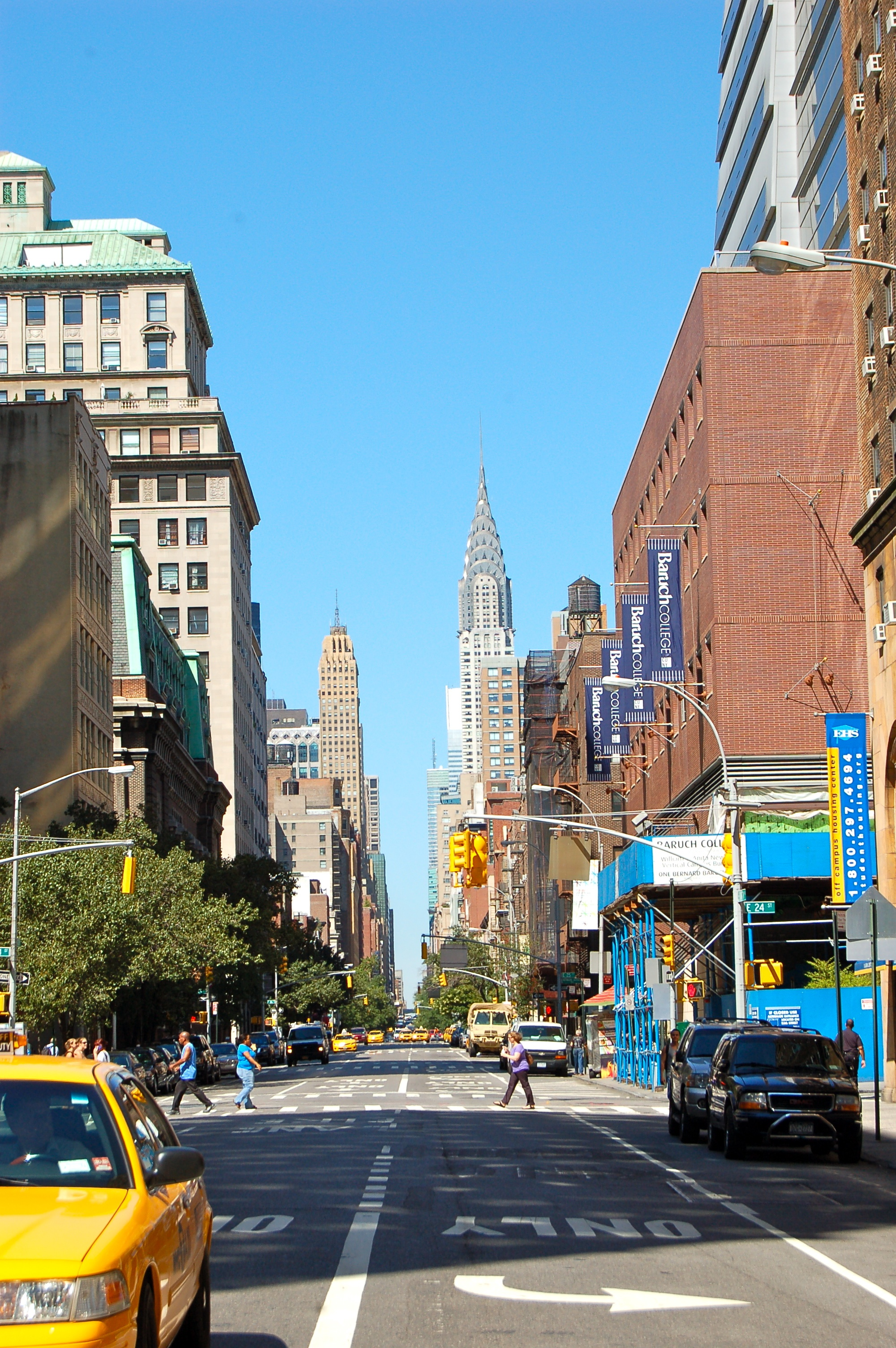
Лексінгтон-авеню в північному напрямку з перетину з 24 вулицею

І Лексінгтон-авеню, і Ірвінг-Плейс почалися в 1832 році, коли Семюел Рагглс, юрист і забудовник, звернувся до Легіслатури штату Нью-Йорк з проханням схвалити створення нового проспекту з півночі на південь між існуючими Третьою та Четвертою авеню, між 14-ю та 30-ю вулицями. Рагглс придбав землю в цьому районі та розбудував її як сплановану спільноту таунхаусів навколо приватного парку, який він назвав Грамерсі Парк. Він також розробляв нерухомість навколо Юніон-сквер і хотів, щоб нова дорога підвищила цінність цих ділянок. Законодавство було схвалено, і як власник більшої частини землі вздовж маршруту нової вулиці, Рагглсом було оцінено на більшу частину її вартості. Рагглс назвав південну частину, нижче 20-ї вулиці, яка відкрилася в 1833 році, на честь свого друга Вашингтона Ірвінга. Північна частина, яка відкрилася через три роки, у 1836 році, була названа на честь битви при Лексінгтоні під час Війни за незалежність США.

## Ірвінг-Плейс
На відміну від Лексінгтон-авеню, шестиквартальна ділянка Ірвінг-Плейс від 14-ї до 20-ї вулиці в Грамерсі-парку має двосторонній рух і є однозначно локальною. Після відкриття Юніон-сквер у 1839 році район Ірвінг-Плейс став одним із найпопулярніших житлових районів міста, і ця ситуація лише посилилася розвитком парку Грамерсі на півночі та площі Стайвесант на сході.